# HC Valpellice
Le Hockey Club Valpellice Bulldogs est un club de hockey sur glace de Torre Pellice dans le Piémont en Italie. Il évolue en Serie A, l'élite italienne.

## Historique
Le club est créé en 1934 sur l'initiative des frères Giorgio et Giuseppe Cotta Morandini. Il joue son premier match le 26 décembre 1937 contre le Guf Turin lors d'une défaite 8 à 6. En janvier 1952, sa première rencontre internationale est un match amical contre Briançon.
En 2009, la Serie A s'élargit ce qui permet à la Valpe d'intégrer l'élite . L'équipe est entraînée par Alain Vogin.

## Palmarès
- Vainqueur de la Serie B : 1953, 1977.
- Vainqueur de la Coupe d'Italie : 2013[3].